# 汪達與巨像
《汪達與巨像》（中国大陆又译作）是ICO小組系列作品，由曾开发《ICO》的同批制作人製作，最早于2005年作为PS2独占游戏发行。

## 劇情
男主角汪達為了讓因被當作祭品而失去靈魂的少女MONO甦醒，偷走了村子裡的遠古之劍與他的愛馬亞格羅一起前往禁忌的遠古大地，被封印在該處神殿的多爾暝告訴汪達只要達成祂給的條件就能讓女主角的靈魂回歸，而條件就是打倒遠古大地上的16隻巨像。

## 登場角色
汪達（Wander）　声优：野島健兒
本作中的男主角，是一位非常有勇氣的青年，為了讓女孩復活而前往禁忌的遠古大地。其身上的配備是一把「遠古之劍」與藏在斗篷裡的無限弓箭，身邊還有心愛的座騎，黑馬"亞格羅"。
MONO　声优：生天目仁美
因被當成祭品而失去靈魂的少女。MONO就是她的名字，汪達就是為了要讓她甦醒才冒險。
亞格羅（Agro）
一匹忠心耿耿的黑色母馬，汪達的座騎。它跟著汪達在遠古大地到處冒險，在很多時候給予了帮助。
多爾暝（Dormin）　声优：中田和宏和冰上恭子
被封印在往昔大地的神殿裡的邪神，具有操縱死者靈魂的能力。遊戲中只能聽到多爾暝從天上所發出的聲音，實際樣貌及性別不明。
亞蒙大人（Emon）　声优：坂東尚樹
在遊戲後半出場的人物，推測可能是祭師，或村長。遊戲後期，他帶著好幾個手下來到遠古大地。

## 回想模式
每當玩家打倒一尊巨像後，巨像就會倒在地上變成遺骸。只要玩家回到現場站在遺骸附近或身上按〇鈕，就可以進入回想模式(也就是再次體驗打倒一次這尊巨像)。回想模式無論是輸是贏都不會影響劇情。

## 音樂
汪達與巨像的原聲帶《汪達與巨像 大地的咆哮》于2005年12月7日在日本發售，全長75分36秒。
电影原声由大谷幸制作，他曾负责许多动画和游戏音乐，以及电影“卡美拉”系列。

## 其他版本
《汪达与巨像》原版运行于Playstation 2平台，发布时已属晚期。之后在Playstation 3平台推出高清化的HD版，于PlayStation 4平台推出重制版。

### HD版
PS3平台的HD版在2011年9月推出，进行了高清化，增加了PSN奖杯。
北美地区为ICO合集版本，日本地区则进行单独的分拆销售。

### 重制版(2018)
PS4平台，于2018年2月推出了重新制作的版本，由蓝点游戏工作室与索尼互动娱乐合作进行重制。2018年版本对PS4 Pro进行了最佳化，可以在『剧院模式』下进行2560x1440的渲染，并且棋盘渲染拉伸至4K分辨率；或是在『侦数模式』以全高清分辨率在60fps下进行游戏。
2018版本增设了DLC，提供了一些额外特典道具，也为先行购买者提供了主题包。
相较于原始版本，2018年版本增加了彩蛋内容：
- 与最后的守护者相关的木桶。两款游戏同属ICO小组作品
- 总计79枚的发光收集物，用于解锁 『多尔暝之剑』Sword of Dormin
- Boon of the Nomad 奖杯，与发光收集物一样，都是关于ICO游戏爱好者 Nomad 的相关彩蛋
- 在B5区块的海滩，特别放置了西瓜，其与ICO的结局有关。两款游戏同属ICO小组作品
- 地图多处存在有山羊壁画，目的暂不明确

## 外部連結
- 官方网站（简体中文）
- 北版官方網站 （页面存档备份，存于）（英文）
- 日本官方網站 （页面存档备份，存于）（日語）